# Nihilisten-Chiffre
Als Nihilisten-Chiffre wird eine manuelle Verschlüsselungsmethode bezeichnet, die um 1880 von den Nihilisten im zaristischen Russland verwendet wurde.
Sie darf nicht mit der Nihilisten-Transposition verwechselt werden.

## Verfahren
Es handelt sich um eine monographische polyalphabetische Substitution mit zwei Stufen. Zunächst wird mithilfe eines ersten Schlüsselworts ein Polybios-Quadrat erstellt und damit der Klartext im ersten Schritt Buchstabe für Buchstabe in einen „Zwischentext“ (erste Stufe des Geheimtextes) aus Ziffernpaaren, also zweistelligen Zahlen, verwandelt. Dies ist eine monoalphabetische Substitution. Im zweiten Verfahrensschritt wird dieser Zwischentext mithilfe eines zweiten Schlüsselworts (oder Kennsatzes) polyalphabetisch (unter Verwendung unterschiedlicher Geheimalphabete) überschlüsselt, ähnlich wie bei der Vigenère-Chiffre.

## Beispiel
Beispielsweise soll der Text „Anschlag auf den Zaren“ verschlüsselt werden. Angenommen, als erster Schlüssel wurde „Russland“ und als zweiter „Winterpalast“ vereinbart. Mithilfe des ersten Kennworts wird das Polybios-Quadrat (rechts) gebildet.
|   | 1 | 2 | 3 | 4 | 5 |
| - | - | - | - | - | - |
| 1 | R | U | S | L | A |
| 2 | N | D | B | C | E |
| 3 | F | G | H | I | K |
| 4 | M | O | P | Q | T |
| 5 | V | W | X | Y | Z |

Damit kann der Klartext (erste Zeile) in den Zwischentext (zweite Zeile) umgewandelt werden:
| A  | N  | S  | C  | H  | L  | A  | G  | A  | U  | F  | D  | E  | N  | Z  | A  | R  | E  | N  |
| 15 | 21 | 13 | 24 | 33 | 14 | 15 | 32 | 15 | 12 | 31 | 22 | 25 | 21 | 55 | 15 | 11 | 25 | 21 |

Mithilfe des zweiten Schlüsselwortes (Winterpalast) sowie dem Quadrat ergibt sich die folgende Zahlenfolge:
| W  | I  | N  | T  | E  | R  | P  | A  | L  | A  | S  | T  | W  | I  | N  | T  | E  | R  | P  |
| 52 | 34 | 21 | 45 | 25 | 11 | 43 | 15 | 14 | 15 | 13 | 45 | 52 | 34 | 21 | 45 | 25 | 11 | 43 |

Der finale Verschlüsselungsschritt der Nihilisten-Chiffre besteht nun in der Addition untereinanderstehender zweistelliger Zahlen, hier mit dem Ergebnis:
| 67 | 55 | 34 | 69 | 58 | 25 | 58 | 47 | 29 | 27 | 44 | 67 | 77 | 55 | 76 | 60 | 36 | 36 | 64 |

Diese Zahlenfolge ist der Geheimtext, der, beispielsweise als schriftliche Nachricht, dem befugten Empfänger übermittelt wird. Dieser kann, vorausgesetzt er kennt die beiden Schlüsselwörter, unter Umkehrung der beiden Verfahrensschritte zunächst durch Subtraktion den Zwischentext wiederherstellen und mithilfe des Polybios-Quadrates daraus wieder den ursprünglichen Klartext entschlüsseln.

## Weiterentwicklung
Als eine moderne Weiterentwicklung der Nihilisten-Chiffre kann etwa die sogenannte VIC-Chiffre aufgefasst werden, die vom finnisch-russischen Agenten Reino Häyhänen (Deckname: VICTOR, Abkürzung: VIC) in den 1950er-Jahren, also während der Zeit des Kalten Krieges, bei seiner Spionage für die Sowjetunion verwendet wurde.